# Strada nazionale 3 (Cambogia)
La strada nazionale 3 (spesso indicata sulle mappe come NH3, "National Highway 3") è una delle arterie stradali principali della Cambogia.

## Percorso
La NH3 ha origine nel centro città di Phnom Penh da un incrocio con il centralissimo Monivong Boulevard ed il suo tratto urbano è stato rinominato Russian Federation Boulevard. Si sviluppa verso ovest passando davanti all'aeroporto Internazionale di Phnom Penh per poi puntare a sud-ovest nel tratto extra urbano. Ha una lunghezza di 202 km e connette la capitale con Kampot e Veal Renh (o Veal Rinh) dove termina inserendosi sul tratto finale della strada nazionale 4 che porta a Sihanoukville.
La strada ha subito un significativo rinnovo nel 2008 e forma parte del corridoio economico internazionale nord-sud che parte da Kunmig in Cina a Bangkok in Thailandia.